# Magyar Paintball Szövetség
A Magyar Paintball Szövetség (MPBSZ) egy 2009. szeptember 3-án bejegyzett sportszövetség.

## Megalakulás
A Magyar Paintball Szövetség 2009. szeptember 3-án került bejegyzésre. Első, bemutatkozó ülését október 1-jén Budapesten tartotta meg, amelyre 11 magyarországi paintballklub kapott meghívást. Többek között a SWAT Paintball Egyesület, a Zselic Paintball Extrém Sport és Szabadidő Egyesület, a Győri PBE, a Kőszegi PBE, a Patrióta Paintball Egyesület és az Összefogás Paintball Egyesület képviseltette magát.

## A szövetség fontosabb céljai
A szövetség céljait a tagok határozzák meg, tehát minden belépett egyesületnek egyformán joga van alakítani rajtuk. Ezek a következők:
- A sportág népszerűsítése a médiában, főiskolákon és minden lehetséges fórumon,
- Előadások és nonprofit próbajátékok szervezése főiskoláknak,
- Magyar Paintball Bajnokság kiírása, airball és woodsball kategóriákban,
- Egységes, saját szabályrendszer airball és woodsball kategóriákban,
- Képzett bíró gárda létrehozása, nyílt bírói tanfolyam rendezése,
- Előre egyeztetett rendezvénydátumok,
- Közös érdekképviselet a magyar paintball játékosoknak,
- A bérjátszatás minőségének emelése,
- A versenyek és a lebonyolítás színvonalának emelése egymás kölcsönös segítésével.[1]

## Értékelési rendszer
Hazánkban számos olyan paintball pálya található, amelyen a játékosok akár bérelt, akár saját tulajdonú felszereléssel hódolhatnak szenvedélyüknek. Egyes játszatóhelyek színvonala azonban nem éri el az elégséges szintet, ezért az MPBSZ létrehozott egy egységes osztályozási rendszert, melynek célja, hogy a különböző pályák rangsorolhatóak legyenek, illetve támpontot adjanak a játékosoknak a biztosított szolgáltatás színvonalát illetően.
Az értékelési rendszerből szándékosan kimaradt az ártényező, hiszen ez egy olyan szempont, amelyet mindenkinek a saját pénztárcájához és lehetőségeihez mérten kell mérlegelnie. A Szövetség 17+1 tételből álló nyilvános pontozási rendszert állított össze.